# Geórgios Papandréu (1952)
Geórgios Papandréu (em grego:  Γεώργιος Παπανδρέου, Saint Paul (Minnesota), Minnesota, Estados Unidos, 16 de junho de 1952) é um sociólogo e político grego, foi primeiro-ministro da República Helênica de 2009 até 2011, ano de sua renúncia.

## Vida
É filho e neto de dois antigos primeiros-ministros da Grécia, respetivamente Andréas Papandréu e Geórgios Papandréu.
Foi educado em escolas de vários países. Desde Toronto, no Canadá, ao Massachusetts e até às universidades de Estocolmo e de Harvard, além de ter frequentado a conceituada London School of Economics onde tirou um mestrado em Sociologia.
É casado, desde 1987, com a engenheira aeronáutica grega Ada Papapanou de quem tem uma filha, Margarita-Elena, tendo também outro filho de uma primeira união.
Irmão de Nikos, Andreas e Sophia, Geórgios Papandréu fala grego, inglês e sueco.
Papandréu venceu as eleições legislativas em 4 de outubro de 2009, representando o Movimento Socialista Pan-helénico (PASOK, na sigla em grego), substituindo assim o conservador Kóstas Karamanlís.

## Crise financeira e economia grega
Imediatamente após a formação de seu governo, Papandréu revelou a situação financeira crítica do país, devido a um défice do PIB de 127%, quatro vezes maior do que os limites apresentados na Zona Euro. Também revelou que o desemprego foi de 10%. Para lidar com a crise, o governo promoveu medidas de austeridade, o que resultou numa série de greves, e emitiu regras destinadas a combater a evasão fiscal.
Em abril de 2010 o seu ministro da Economia, Giorgos Papakonstantinou, disse que a Grécia era incapaz de pagar os títulos públicos com vencimento em 19 de maio próximo.
A declaração de insolvência tem provocado pânico nos mercados financeiros causando uma onda de vendas europeias de títulos gregos e também uma significativa depreciação do euro face ao dólar. A especulação financeira também teve o efeito de influenciar o desempenho dos títulos dos governos de Espanha, Portugal e Itália.
No início de novembro de 2011 provocou sérias convulsões nos mercados ao anunciar que submeteria a referendo a aceitação ou rejeição do segundo plano de resgate proposto pela cimeira da União Europeia, BCE e FMI, de perdão de 50% da dívida grega em troca de cortes de apoios sociais e privatizações.

## Renúncia
Renunciou ao cargo de primeiro-ministro em 6 de novembro de 2011, renúncia que se tornou efetiva a 11 de novembro.